# Lešany (Prostějovi járás)
Lešany település Csehországban, a Prostějovi járásban. Lešany Zdětín, Bílovice-Lutotín, Mostkovice és Ohrozim településekkel határos. Lakosainak száma 384 fő (2024. január 1.).

## Népesség
A település lakosságának változását az alábbi diagram mutatja:
| Lakosok száma | 560  | 653  | 624  | 436  | 461  | 367  | 381  | 392  | 377  | 384  |
|               | 1869 | 1890 | 1921 | 1950 | 1980 | 2001 | 2017 | 2019 | 2022 | 2024 |